# Plaza de Castilla
La Plaza de Castilla è una grande piazza situata a nord della città di Madrid (Spagna).

## Ubicazione
Si trova a nord della città ed è attraversata dal Paseo de la Castellana, una delle principali arterie della capitale, quasi alla sua fine, nel distretto di Chamartín, e costituisce il centro nevralgico del barrio de Castilla. Inoltre, confluiscono in questa piazza la Avenida de Asturias e le strade di Agustín de Foxá, Mateo Inurria e Bravo Murillo.

## Grattacieli
Qui si trovano due dei grattacieli più alti di Madrid, che sono la principale attrazione: la coppia di edifici chiamati Puerta de Europa, di più di 100 metri e quasi 30 piani, anche conosciuti colloquialmente come Torres Kío (torri Kio).
Sono visibili da tutta la città, e la loro caratteristica principale è data dall'inclinazione, dato che ambedue si trovano inclinate del 15%, pendenti una verso l'altra.
Occupano le posizioni 10 e 11 degli edifici più alti di Madrid, essendo ambedue alti 114 m.
Vi è anche la Torre Castilla, di 24 piani all'estremo ovest della piazza (di colore rosa e nero), e che occupava una posizione tra i 50 e gli 80 grattacieli più alti di Madrid nel 2006.

## Obeliscodi Calatrava
Questo monumento progettato da Santiago Calatrava è il regalo che Caja Madrid ha donato alla popolazione madrileña in occasione della celebrazione del terzo centenario dell'entità finanziaria, e consiste in una eccentrica colonna dorata.

## Trasporti
La piazza è un nodo di comunicazione molto importante, con la fermata del metro di Plaza de Castilla (corrispondenza di tre linee), quella degli autobus interurbani, e la sua vicinanza alla stazione di Chamartín, da dove partono i treni del Cercanías Renfe (è una delle più importanti stazioni di questa rete) e di lunga distanza.